# La Parabole du semeur
La Parabole du semeur (titre original : Parable of the Sower) est un roman de science-fiction américain écrit par Octavia E. Butler, paru en 1993 puis traduit en français et publié par les éditions J'ai lu en 1995. Il est le premier roman de la série Paraboles, suivi par La Parabole des talents.

## Résumé
En 2024, la société américaine s'est en grande partie effondrée en raison du changement climatique, de l'inégalité croissante des richesses et de la cupidité des entreprises. Lauren Oya Olamina est une adolescente noire de quinze ans atteinte d'hyperempathie, qui a la capacité de ressentir les sensations d'autrui quand elle en est le témoin. Alors qu'elle grandit près de Los Angeles dans les vestiges d'une communauté protégée de la violence et de la sauvagerie par un mur d'enceinte entourant plusieurs maisons, elle commence à développer un nouveau système de croyances, qu'elle appelle « Semence de la Terre ». Anticipant un destin funeste pour elle et ses proches, elle se prépare à survivre toute seule, cherchant à apprendre tout ce qui pourrait plus tard l'aider.
Peu avant ses dix-huit ans, en juillet 2027, son quartier est attaqué, les maisons sont incendiées, sa famille et quasiment tous les membres de sa communauté sont sauvagement assassinés. Lauren parvient à échapper au massacre et elle rencontre peu après deux survivants, un jeune homme blanc de son âge, ami d'enfance, ainsi qu'une femme noire. En leur compagnie, elle voyage vers le nord, cherchant une terre d'accueil propice à la survie. Lauren pense que le destin de l'humanité est de voyager au-delà de la Terre et de vivre sur d'autres planètes. « Semence de la Terre » est pour elle un moyen de fédérer des personnes afin de se préparer à ce destin. Au fur et à mesure de son voyage, elle rassemble autour d'elle une dizaine d'adeptes et, une fois arrivée le 26 septembre 2027 dans le nord de la Californie, elle fonde la première communauté « Semence de la Terre » dans un endroit qu'ils décident tous d'appeler « Espoir ».

## Éditions
- Parable of the Sower, Four Walls Eight Windows, octobre 1993, 299 p.  (ISBN 0-941423-99-9)
- La Parabole du semeur, J'ai lu, coll. « Science-fiction » no 3948, mai 1995, trad. Philippe Rouard, 381 p.  (ISBN 2-277-23948-8)
- La Parabole du semeur, Au diable vauvert, 2 novembre 2001, trad. Philippe Rouard, 392 p.  (ISBN 2-84626-018-4)
- La Parabole du semeur, Au diable vauvert, coll. « Les poches du diable », 8 octobre 2020, trad. Philippe Rouard, 361 p.  (ISBN 979-10-307-0331-3)